# Квінт Помпей (консул 141 року до н. е.)
Квінт Помпей (лат. Quintus Pompeius) — консул  Римської Республіки 141 до н. е. та цензор 131 до н. е.

## Життєпис
Квінт був homo novus — його предки не займали високих посад. Його батько, Авл Помпей, можливо, був флейтистом. Можливо, його дідом був Луцій Помпей, який служив військовим трибуном під командуванням консула 171 до н. е.  Публія Ліцинія Красса. Більш далекі його предки невідомі.
Його обрано консулом на 141 до н. е.. Відомо, що Квінт обіцяв сприяти обранню в консули представника римського нобілітету Гая Лелія, але доклав всіх зусиль до обрання себе в консули. Після цього один з найвпливовіших політиків свого часу Публій Корнелій Сціпіон Еміліан Африканський, «відмовився від дружби» з Помпеєм. Після консулату Помпей отримав в управління  Ближню Іспанію, але військові дії і переговори з іберійськими племенами вів невдало. Після повернення, незважаючи на свої невдачі, був обраний цензором (ймовірно, в після вбивства популярного реформатора  Тіберія Гракха, тоді його незнатне походження стало не перешкодою, а підтримкою). Колегою Помпея з цензури був Квінт Цецилій Метелл Македонський; як зазначає Тит Лівій, вперше обидва цензори були плебеями. Удвох вони провели ценз і нарахували 317 823 громадянина.
Цицерон згадує Помпея як вартого уваги оратора.